# Душара

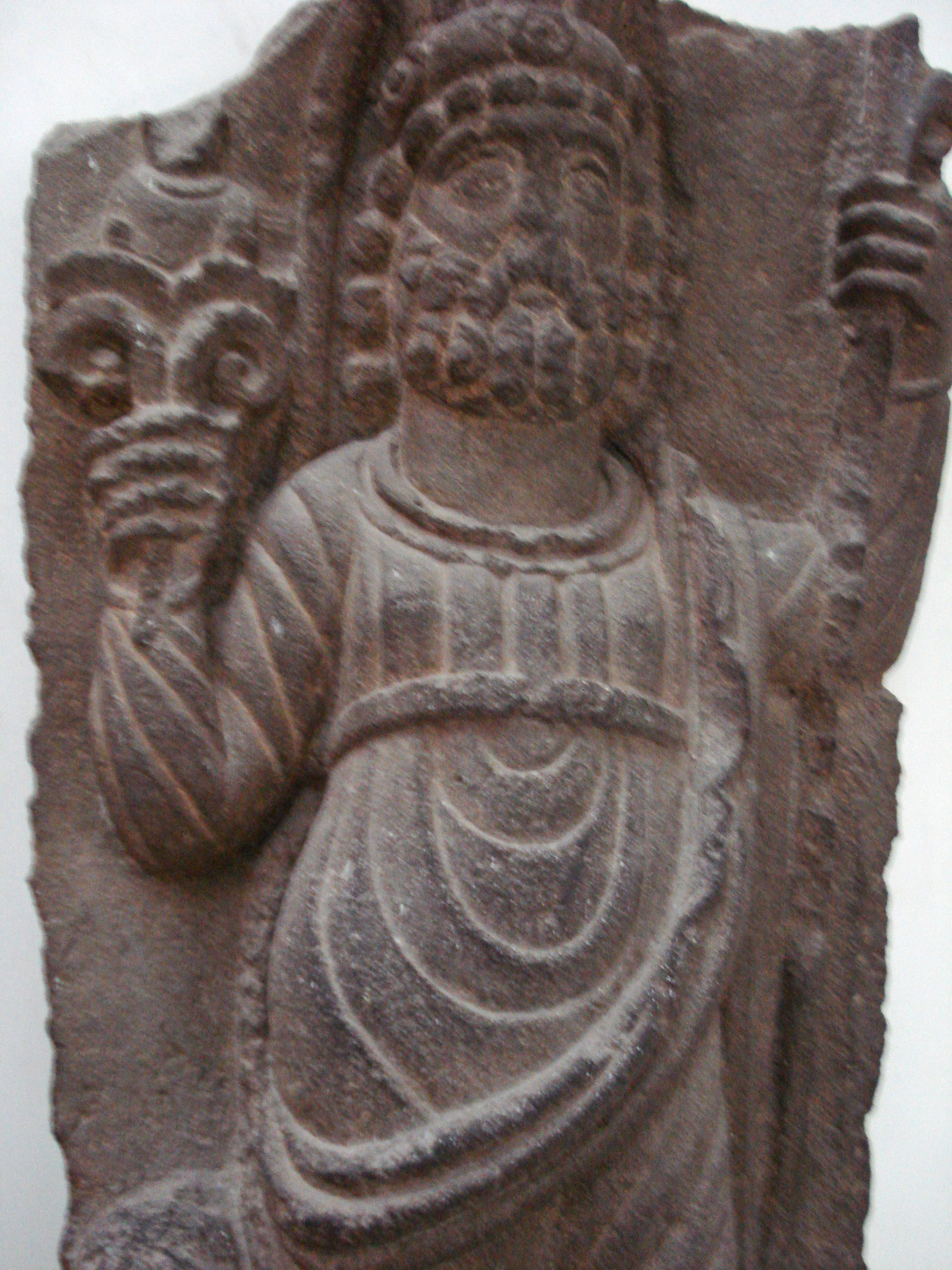
Рельєф з музею в Дамаску

Душара (араб. ذو شرى) — бог давньоарабського пантеону. Був верховним божеством в пантеоні держави набатеїв, шанувався також деякими племенами північної та центральної Аравії. Мабуть, ім'я божества є арамеїзацією арабського «зу-Шара» («володар Кулі»). Шара — ймовірно, назва Петри, а також, можливо, є заміною забороненого імені божества Аарра.
Душара був богом-покровителем Петри, столиці Набатеї, і Мадаїн-Саліх, а також богом-громовержцем і ототожнювався з Зевсом з давньогрецького пантеону. Одночасно був богом землеробства та рослинності, виноградарства та виноробства і відповідав Діонісу. Згідно з давньоарабським міфом, народжений дівою-каменем. Ототожнення з Діонісом і народження від діви свідчать про те, що він, мабуть, був вмираючим і воскресаючим богом. Можливо, що в ісламський період в Набатеї ототожнювався з Аллахом, але цілком ймовірно, що Аллах шанувався там нарівні з Душарою.
Святилище в Петрі включає великий храм, у центрі якого знаходиться великий чорний кубічний камінь, якому приносили жертви. Крім того, святилище, що датується серединою I століття до нашої ери, виявлено в порту Поццуолі на західному узбережжі Італії .
Шанування широко поширене серед арабських племен і після падіння набатейської держави — в римський період і, можливо, вже в ісламський період.
Ім'я Душара згадує ісламський історик IX століття Хішам ібн Мухаммад ал-калб у своїй «Книзі ідолів».